# Dmitri Witaljewitsch Trenin
Dmitri Witaljewitsch Trenin (russisch Дмитрий Витальевич Тренин) (* 11. September 1955 in Moskau, UdSSR) ist ein sowjetischer und russländischer Politologe, promovierter Historiker und ehemaliger Oberst der Streitkräfte. Er war Direktor des Carnegie Moscow Center (2008–2022).

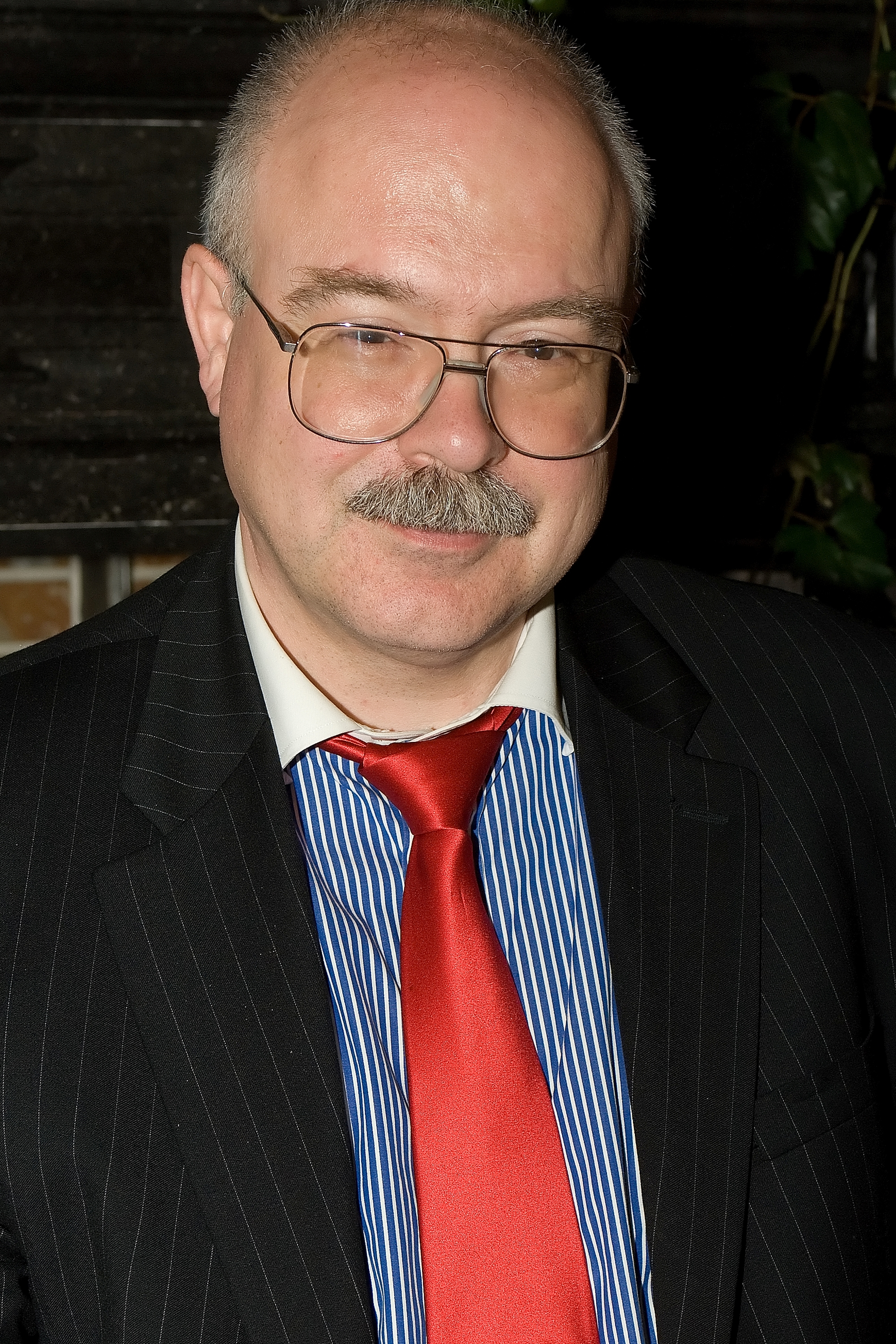
Dmitri Trenin 2009

## Leben

### Ausbildung
Nach der Schule trat Dmitri Trenin in das Militärinstitut des Verteidigungsministeriums der UdSSR (heute Militäruniversität des Verteidigungsministeriums der Russischen Föderation) ein. Bis 1977 absolvierte er am Militärinstitut in Moskau eine militärische Spezialausbildung „Fremdsprachen“ als Dolmetscher/Übersetzer für Englisch und Deutsch.

### Laufbahn
Trenin diente 1973–1993 in den Streitkräften der UdSSR und Russlands. Von 1978 bis 1983 war Trenin als Verbindungsoffizier in der Abteilung für Außenbeziehungen der Gruppe der sowjetischen Streitkräfte in Deutschland (GSSD) in Potsdam (DDR) eingesetzt. Danach (1983–1993) arbeitete er am Militärinstitut des Verteidigungsministeriums der UdSSR als Hauptfachlehrer. 1984 wurde er am Institut USA Kanada der Akademie der Wissenschaften der UdSSR zum Doktor der Historischen Wissenschaft promoviert.
Von 1985 bis 1991 war Trenin Mitglied der UdSSR-Delegation in Genf bei den sowjetisch-amerikanischen Gesprächen zur Nuklear- und Weltraumbewaffnung.
Von 1993 bis 1997 war er Senior Researcher am Europa-Institut der Akademie der Wissenschaften Russlands. Im Jahr 1993 arbeitete er als Senior Research Fellow am NATO Defense College in Rom. Trenin war 1993–1994 als Gastprofessor an der Freien Universität Brüssel tätig.
Von 1994 bis 2008 war Trenin am Moskauer Zentrum Carnegie Vorsitzender des Wissenschaftlichen Rats, Leitender Wissenschaftlicher Mitarbeiter und Vorsitzender des Programms „Außenpolitik und Sicherheit“. Von 2008 bis 2022 amtierte er als Direktor des ‘Carnegie Moscow Center’.
Im Jahr 2011 wurde er Mitglied des Russischen Rates für internationale Angelegenheiten  (ru – РСМД). Trenin ist Mitglied in einer Reihe von Berufsverbänden und -organisationen: im Internationalen Institut für Strategische Studien, in der Russischen Vereinigung für Internationale Studien u. a.
Seit 2022 arbeitet er an der Nationalen Forschungsuniversität Hochschule für Wirtschaft (NFU HSW) als Forschungsprofessor in der Fakultät Weltwirtschaft und Weltpolitik; Wissenschaftlicher Direktor bzw. Wissenschaftlicher Leiter des Instituts für Weltmilitärökonomie und Strategie der NFU HSW.
Im Jahr 2023 stand Dmitrij Trenin auf den Sanktionslisten der Ukraine und Kanadas. Er ist Autor von mehr als 10 Büchern und Monographien, die in Russland, den USA, Deutschland, China und anderen Ländern veröffentlicht wurden.

## Veröffentlichungen (Auswahl, de)
- Erläuterungen zu Russlands offiziellem Papier zur nuklearen Abschreckung.[6] In: Carnegie Moscow Newsletter, Juni 2020.
- Dauerhafte Distanz. Sicht aus Moskau auf Biden.[7] In: Friedrich-Ebert-Stiftung e. V.: IPG-Journal, 18. Februar 2021.
- Russlands nationale Sicherheitsstrategie: Ein Manifest für eine neue Ära.[8] In: DGKSP-Diskussionspapiere, Nr. 14, Dresden September 2021.
- Woche der Klarheit. Gespräche zwischen Russland und dem Westen.[9] In: Cicero, 21. Januar 2022.
- Auf dem Weg zur äußersten Grenze. Über Unterschiede zwischen Ukraine-Konflikt und Kubakrise.[10] In: DGKSP-Diskussionspapiere, Nr. 26, Dresden November 2022.
- Wie kann Russland in den Beziehungen zum Westen dessen Angstdefizit beenden?[11] In: DGKSP-Diskussionspapiere, Nr. 41, Dresden März 2024.
- Strategische Stabilität neu überdenken.[12] In: DGKSP-Diskussionspapiere, Nr. 41, Dresden August 2024.
- Strategische Zügelung: neue Konturen.[13] In: DGKSP-Diskussionspapiere, Nr. 41, Dresden August 2024.
- Atomarer Ersteinsatz als Mittel aktiver Abschreckung? – Interview. In: Das Blättchen, Nr. 4, Berlin 2025.[14]
- Von der passiven zur aktiven Abschreckung. Russlands neue Sicherheits- und Geopolitik. (Mit Sergej Awakjanz, Sergej Karaganow). In: WeltTrends, Potsdam 2025.[15] (Auszug) Einführung und Kurzfassung. In: DGKSP-Diskussionspapiere, Nr. 43[16]